# 熊讚
熊讚（英語：Bravo），是第二十九屆夏季世界大學運動會的官方吉祥物，其形象設定為一隻雄性台灣黑熊。該運動會結束後，其胸前2017字樣金牌被改為「TPE」字樣金牌，正式成為臺北市官方吉祥物，在各種有關臺北市政府及臺灣的官方場合經常出現。
近年熊讚除出席各種公益及城市行銷活動外，臺北市政府觀光傳播局微調熊讚造型，申請商標註冊並建立智財保護平台，並於2018年8月公布熊讚Bravo名稱及專用圖檔非專屬授權合作原則 （页面存档备份，存于），熊讚成為臺灣官方吉祥物品牌化的先驅，並透過官方及民間授權合作帶動相關產業發展。

## 大事紀

###### 2016年
- 2月28日：首次和臺北市長柯文哲一起公開現身並正式掛上世大運金牌。
- 4月5日：熊讚的官方商品包括玩偶和文具首次推出。
- 10月11日：在舉辦於高雄的「2016全臺吉祥物PK戰」獲頒模範公僕組第三名。模範公僕組的冠軍與亞軍分別為高雄熊與ㄚ桃園哥。
- 11月17日：臺北市議會議員許淑華在市政總質詢，首次對市長柯文哲提出吉祥物議題，要求選出能代表臺北市的吉祥物。

###### 2017年
- 1月3日：在臺北市市政大樓二樓設置其專屬辦公室「熊讚之家」。
- 6月1日：熊讚擔任臺北國際龍舟賽的大使。
- 8月16日：中華郵政為熊讚發行紀念郵票（編號：紀335）。
- 8月19日至8月30日：在2017年臺北世大運舉行期間擔任大會官方吉祥物。
- 9月1日：暫時「失業」，並前往臺北市就業服務處登記求職。
- 9月20日：由臺北市長柯文哲正式授證，聘為臺北市吉祥物。
- 10月1日：在美國雙橡園雙十國慶酒會上現身。
- 11月1日：熊讚在臺北馬拉松活動中為選手加油。
- 12月1日：臺北市政府觀光傳播局（簡稱「臺北市觀傳局」）出版《台灣特有種—熊讚》。

###### 2018年
- 3月26日：在日本千葉縣臺北市官方觀光推廣活動現身。
- 7月：熊讚帶日本熊本縣吉祥物熊本熊（日語：くまモン，英語：Kumamon）遊臺北。
- 8月1日：公布「熊讚授權合作原則」、辦理授權機制發表記者會。

- 8月2日：臺北市觀傳局開放熊讚商品授權，授權給乖乖等三家廠商使用。

- 8月4日：搶救金牌熊讚聯盟舉辦「迎回金牌熊讚，迎回城市榮耀記者會」。

- 8月10日：熊讚出現在野球風雲特展開幕記者會，與陳金鋒一同開球。

- 8月14日：臺北世大運舉辦週年記者會，熊讚代表現身。

- 10月3日：參加美國波士頓臺灣國慶活動。
- 10月11日：熊讚 MV 全球首播。
- 11月20日：熊讚創意提案領獎。

###### 2019年
- 3月26日：臺北市長柯文哲與荷蘭烏特勒支市長騎乘YouBike--熊讚與比菲兔一起加油。

###### 2020年
- 4月21日：首套＜熊讚悠遊卡＞上市。
- 8月19日：熊讚辦公室 （页面存档备份，存于）(市府1樓西大門入口左側)正式營運。
- 11月1日：熊讚成為臺北市的防疫代言人。

###### 2021年
- 8月1日：熊讚熱氣球首度亮相，參與2021臺灣國際熱氣球嘉年華。

###### 2022年
- 5月1日：熊讚MOMO購物網 （页面存档备份，存于）上線。
- 8月1日：與知名藝人林柏昇(KID) （页面存档备份，存于）跨界合作推出聯名商品。
- 10月1日：熊讚熱氣球參與美國「阿布奎基國際熱氣球嘉年華」。

###### 2023年
- 1月10日：熊讚xLine Friends聯名貼圖上架。
- 2月1日：熊讚xLine Friends台灣燈會聯名商品限量上市。
- 2月26日：熊讚與熊大雙熊合體出席臺北市的元宵節活動。
- 3月：熊讚擔任原民運代言人暨吉祥物。

###### 2024年
- 2月23日：2024臺北燈節-熊讚與日本千葉縣、島根縣吉祥物-千葉君、島根貓迎元宵。
- 2月25日：2024臺北燈節-萬華火車站快閃活動。
- 3月1日：臺北杜鵑花季記者會大樹講堂野餐布置區活動。
- 4月：全中運推出熊讚聯名摩沙熊 Line 貼圖。
- 7月：熊讚與大阪關西世博吉祥物脈脈出席 2024 台北國際夏季旅展。

## 爭議
台北市政府觀光傳播局對於熊讚改版的說詞為辨識度不足、無法取得商標權；不久經濟部智慧財產局澄清表示，熊讚商標正在審核且有極大機率會通過，並無辨識度不足問題。2018年4月30日，經濟部智慧財產局通過3D熊讚人偶之商標權審查。

## 外部連結
- 熊讚Bravo官方網站
- 熊讚的Facebook
- 熊讚的Instagram